# Leggett
Leggett és una població dels Estats Units a l'estat de Carolina del Nord. Segons el cens del 2008 tenia 69 habitants.

## Demografia
Segons el cens del 2000, Leggett tenia 77 habitants, 29 habitatges i 22 famílies. La densitat de població era de 42,5 habitants per km².
Dels 29 habitatges en un 10,3% hi vivien nens de menys de 18 anys, en un 58,6% hi vivien parelles casades, en un 17,2% dones solteres, i en un 20,7% no eren unitats familiars. En el 17,2% dels habitatges hi vivien persones soles el 10,3% de les quals corresponia a persones de 65 anys o més que vivien soles. El nombre mitjà de persones vivint en cada habitatge era de 2,66 i el nombre mitjà de persones que vivien en cada família era de 3,04.
Per edats la població es repartia de la següent manera: un 18,2% tenia menys de 18 anys, un 3,9% entre 18 i 24, un 24,7% entre 25 i 44, un 28,6% de 45 a 60 i un 24,7% 65 anys o més.
L'edat mediana era de 47 anys. Per cada 100 dones de 18 o més anys hi havia 85,3 homes.
La renda mediana per habitatge era de 43.125 $ i la renda mediana per família de 46.250 $. Els homes tenien una renda mediana de 16.250 $ mentre que les dones 34.063 $. La renda per capita de la població era de 17.112 $. Entorn del 6,7% de les famílies i el 18,6% de la població estaven per davall del llindar de pobresa.

## Poblacions més properes
El següent diagrama mostra les poblacions més properes.